# 電子新聞採集
電子新聞採集（Electronic News Gathering，簡稱ENG），指的是利用一個輕便攝影機與一小型錄影機的電視新聞采集組合設備，出現于1970年代中期，被認為是電視新聞報道的革命。在ENG出現之前，電視新聞的拍攝制作設備昂貴且笨重不變，采用的是電影式設備；而ENG攜帶方便、隨時可拍，能將聲音與畫面同步記錄，且剪輯方便、價錢便宜，快速風行於電視新聞中。
ENG亦能用於外景節目錄影，1980年臺灣電視公司連續劇《秋水長天》即是ENG單機作業的連續劇。